# 통신판매
통신판매(通信販賣)는 유통 업태 중 무점포 판매의 하나로, 점포가 아닌 미디어를 이용하여 제품을 전시하고 미디어와 접근이 편리한 소비자의 통신 수단으로 주문을 받아 상품을 판매하는 방법이다. 인터넷 단말기 보급에 따라, 통신 판매라고 하면 오로지 웹사이트에 의하는 것을 가리킬 수 있다. 전자문서에 의한 거래를 뜻하는 전자상거래와 유사한 개념이지만, 통신판매가 '비대면 거래'만을 의미하는 반면 전자상거래는 '오프라인 매장에서의 카드 결제' 등 대면, 비대면을 모두 포함한다는 점에서 차이가 있다.

## 역사
19세기 후반 무렵의 미국에서 지방의 농민들을 대상으로 한 카탈로그 판매를 시작된 것이 기원이다. 철도와 우편 망의 확충이 진행되어, 19세기 말기에는 시어스 등 대기업의 카탈로그 판매 소매점이 설립되어 오늘날과 같은 카탈로그 판매의 기초가 만들어졌다.

## 같이 보기
- 우편주문 신부